# Hannah Glasse
Hannah Glasse (getauft 14. März 1708 in London; † 1. September 1770 ebenda) war eine englische Kochbuchautorin. Sie ist die Verfasserin des bekanntesten britischen Kochbuchs aus dem 18. Jahrhundert mit dem Titel The Art of Cookery Made Plain and Easy. Es erschien 1747 und erlebte allein im 18. Jahrhundert 20 Auflagen. In den 1980er Jahren wiesen Forscher jedoch nach, dass viele Rezepte in ihren Büchern aus anderen Kochbüchern abgeschrieben sind und nicht von ihr selbst stammen.

## Leben
Hannah Glasse war die uneheliche Tochter der irischen Witwe Hannah Reynolds; ihr Vater war Isaac Allgood, der mit einer anderen Frau verheiratet war. Sie wurde am 24. März 1708 getauft und wuchs vermutlich in Hexham auf, dem Heimatort Allgoods. Ihre Mutter verließ den Ort vor 1713, und Hannah lebte bei ihrem Vater und ihrem Halbbruder Lancelot (1711–1782). Nach dem Tod ihrer Stiefmutter 1724 kam sie nach London zu ihrer Großmutter. Kurze Zeit später heiratete sie gegen den Willen der Familie John Glasse, einen gebürtigen Iren, der in der schottischen Armee gedient hatte. Er gab bei der Heirat sein Alter mit 30 Jahren an, war aber in Wirklichkeit wesentlich älter. 1728 zog das Paar nach Broomfield in Essex, wo es für den 4. Earl of Donegall arbeitete. Nach dem Tod der Countess 1732 lebte es erneut in London.
Das Paar hatte finanzielle Probleme, da John Glasse kein regelmäßiges Einkommen hatte. Hannah Glasse verkaufte eine Zeitlang ein angebliches Gesundheitselixir namens Daffy's Elixir, um Geld zu verdienen. Im Sommer 1747 starb John Glasse, und seine Frau eröffnete ein Bekleidungsgeschäft in London. Kurz zuvor war ihr Kochbuch The Art of Cookery erschienen und hatte ihre finanzielle Situation verbessert. Sie war jedoch keine gute Geschäftsfrau und ging 1754 pleite mit Schulden in Höhe von über 10.000 Pfund. Das Geschäft konnte weitergeführt werden, da es auf den Namen ihrer Tochter Margaret eingetragen war, aber Hannah Glasse war gezwungen, ihre Rechte an dem Buch The Art of Cookery zu verkaufen. 1757 kam sie wegen erneuter völliger Zahlungsunfähigkeit für einige Monate ins Schuldnergefängnis.
Hannah Glasse hatte insgesamt zehn Kinder, von denen fünf das Erwachsenenalter erreichten: Hannah (* 1728), Margaret (* 1729, † nach 1760 in Jamaika), Catherine (* 1734), Isaac (* 1735, † 1773 in Bombay) und George (* 1740, † 1761). Sie selbst starb 1770 mit 62 Jahren in London, wie kurze Todesanzeigen im London Magazine und im Newcastle Courant mitteilte.

## Werk

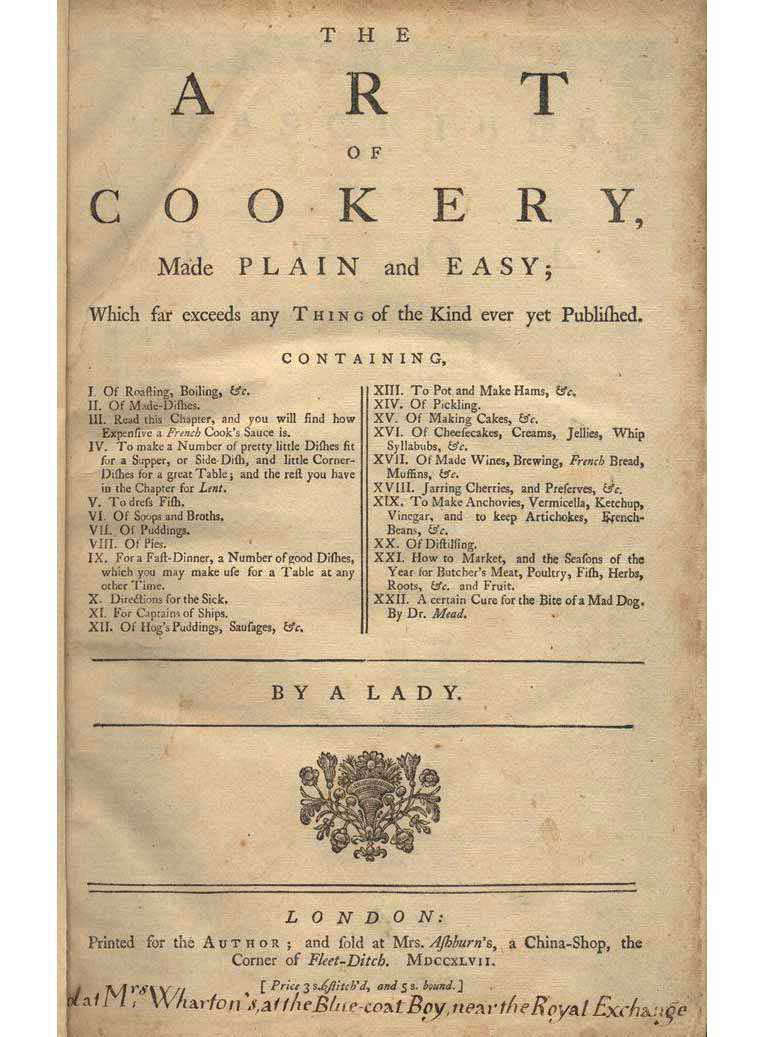
Titelseite von The Art of Cookery

The Art of Cookery erschien 1747 anonym, ohne Angaben zur Autorin. Es richtete sich an Hausfrauen des unteren Bürgertums, die mit Hilfe des Buches ihr Küchenpersonal anleiten sollten. Es wurde publikumswirksam in einem China-Shop in London angeboten. Lange Zeit wurde ein Mann als wirklicher Autor vermutet, da der Herausgeber Charles Dilly das angedeutet hatte, ehe die Historikerin Madeline Hope-Dodds 1938 die Urheberschaft von Hannah Glasse belegte. In den 1980er Jahren wurde jedoch festgestellt, dass viele von ihren Rezepten gar nicht von ihr stammten, sondern bei anderen abgeschrieben waren. Diese Entdeckung machte zuerst Jennifer Stead, die dazu 1983 einen Aufsatz veröffentlichte. Von den 972 Rezepten des Buches sind 263 wörtlich abgeschrieben aus The Whole Duty of a Woman, erstmals veröffentlicht 1737, rund 90 weitere stammen aus anderen Quellen.
Plagiarismus war früher jedoch relativ weit verbreitet, gerade auch bei Kochbüchern. Im Königreich Großbritannien wurde das erste Gesetz zum Urheberrecht 1709 verabschiedet, das jedoch nicht für Rezeptsammlungen und Kochbücher galt. Mehrere britische Kochbuchautoren des 18. Jahrhunderts bezeichneten ihre Bücher dennoch ehrlich als „Sammlung“ oder gaben ihre Quellen an. Hannah Glasse behauptete jedoch, eigene Rezepte zu veröffentlichen, die so noch nicht erschienen seien. Sie kritisierte heftig die angeblich „extravagante“ Französische Küche in ihrem Buch, übernahm jedoch im Widerspruch dazu auch Rezepte in eindeutig französischem Stil. Ihre offene Feindseligkeit gegenüber dem französischen Kochstil war vermutlich kalkuliert, um die Leser der angesprochenen Schicht für sich zu gewinnen, weil diese der französischen Kultur ablehnend gegenüberstand.
Der Kulturhistoriker Alan Davidson urteilt über den Erfolg des Buches, er beruhe „teilweise auf Zufall, zum Großteil auf skrupellosem Plagiarismus, so gut wie gar nicht auf Innovationen bei Stil und Organisation der Rezepte, auf die sie selbst Anspruch erhob, und in kleinem aber entscheidendem Maße auf ihrem Vermarktungstalent.“
Der häufig als Zitat aus The Art of Cookery bezeichnete Satz „First catch your hare“ („Fangen Sie zuerst Ihren Hasen“) kommt in dem Buch überhaupt nicht vor.
Im Dezember 1757 veröffentlichte Glasse ein Buch mit dem Titel The Servants Directory über Haushaltsführung. Etwas früher war The Complete Confectioner erschienen, das im Grunde nur eine Abschrift eines Buches von Edward Lambert aus dem Jahr 1744 war, also ein Plagiat.